# 全国城市联盟
全国城市联盟（英語： / 简称：）是美国一个由城市、城镇和乡村领导人组成的组织，他们专注于提高他们当前和未来选民的生活质量。